# Epidendrum conopseum
Epidendrum conopseum R.Br., 1813 è una pianta della famiglia delle Orchidacee originaria dell'America settentrionale.

## Descrizione
E. conopseum è un'orchidea epifita di piccole dimensioni, che cresce in boschi di latifoglie o cipressi, in ambienti caldi. Ha robuste radici aggrappate alla corteccia degli alberi e steli brevi a forma di canna, spesso penduli, avvolti da guaine fogliari tubolari e portanti due o tre foglie coriacee, di forma ellittica ad apice acuto o subacuto. 
La fioritura avviene normalmente da fine autunno a primavera, mediante un'infiorescenza terminale, racemosa, eretta, lassa, lunga mediamente 16 cm che porta pochi fiori. Questi sono grandi mediamente poco più di 2 cm, di lunga durata, con petali e sepali lanceolati ad apice subacuto, di colore verde biancastro e con labello verde a caratteristica forma di mosca, da cui il nome comune in inglese della specie: "green fly orchid", alla lettera "orchidea mosca verde".

## Distribuzione e habitat
La specie è diffusa negli Stati Uniti sud-orientali (Alabama, Florida, Georgia, Louisiana, Mississippi, Nord Carolina e Sud Carolina) e nel Messico settentrionale.
Cresce, spesso in associazione con la felce Pleopeltis polypodioides, su alberi di boschi di latifoglie, in ambienti paludosi, con una predilezione per le magnolie (Magnolia grandiflora) e le querce (Quercus virginiana), meno frequente su cipressi (Taxodium distichum) e ginepri (Juniperus virginiana).

## Sinonimi
Epidendrum magnoliae Muhl., 1813

Larnandra magnoliae (Muhl.) Raf., 1825

Larnandra conopsea (R.Br.) Raf., 1837

Amphiglottis conopsea (R.Br.) Small, 1933

Epidendrum conopseum var. mexicanum L.O.Williams, 1951

Epidendrum magnoliae var. mexicanum (L.O.Williams) P.M.Br., 2000

## Coltivazione
Questa pianta necessita di esposizione a mezz'ombra ma con buona luce, temperature elevate ed annaffiature regolari prima della fioritura, da ridurre nel periodo di riposo.